# Bāgheshlū Kandī
Bāgheshlū Kandī (persiska باغشلوكندي) är en ort i Iran. Den ligger i den nordvästra delen av landet, 500 km nordväst om huvudstaden Teheran, nära gränsen mot Azerbajdzjan. Bāgheshlū Kandī ligger 145 meter över havet och folkmängden uppgår till cirka 200 invånare.

## Geografi
Terrängen runt Bāgheshlū Kandī är platt norrut, men söderut är den kuperad. Runt Bāgheshlū Kandī är det ganska tätbefolkat, med 104 invånare per kvadratkilometer. Trakten runt Bāgheshlū Kandī består till största delen av jordbruksmark.

## Klimat
Årsmedeltemperaturen i trakten är 17 °C. Den varmaste månaden är juni, då medeltemperaturen är 30 °C, och den kallaste är januari, med 3 °C. Genomsnittlig årsnederbörd är 465 millimeter. Den regnigaste månaden är maj, med i genomsnitt 79 mm nederbörd, och den torraste är augusti, med 10 mm nederbörd.